# Я купил папу
«Я купил папу» — художественный фильм режиссёра Ильи Фрэза 1962 года.

Титры из фильма

Фильм создан на трогательной истории покупки папы в универмаге непосредственным мальчуганом, который вырос без отца.
Маленькому Димке 5 лет и у него нет папы. Однажды мальчик решил, что деньги, отложенные на покупку папы, мама просто потратила на мороженое. Исправить положение он решил сам, поэтому он отправился в универмаг, в витрине которого видел очень красивого дядю, который мог бы подойти на роль папы.

## В ролях
- Алёша Загорский — Дима
- Ольга Лысенко — мама
- Владимир Трещалов — папа

Фильм снимался в Москве и Волгограде.